# Philip Don
Pour les articles homonymes, voir Don.
Philip Don, né le 10 mars 1952 à Sheffield, est un ancien arbitre anglais de football. Il fut arbitre international de 1992 à 1995. Il est le père du triathlète vainqueur en 2006 du Championnats du monde de triathlon, Tim Don.

## Carrière
Il a officié dans des compétitions majeures : 
- Coupe d'Angleterre de football 1991-1992 (finale)
- JO 1992 (2 matchs)
- Ligue des champions de l'UEFA 1993-1994 (finale)
- Coupe du monde de football de 1994 (2 matchs)
- Charity Shield 1994
- Coupe de la Ligue anglaise de football 1994-1995 (finale)